# Agassou
Agassou (chiamato anche Ati-A-Sou) è, nella religione Vodun, un loa, posto a protezione delle antiche tradizioni dei Fon.
Si racconta che sia figlio di una principessa e di un leopardo.